# Marechal Thaumaturgo
Marechal Thaumaturgo là một đô thị thuộc bang Acre, Brasil. Đô thị này có diện tích 7744 km², dân số năm 2007 là 8362 người, mật độ 1,08 người/km².